# نورا بارینگ
نورا بارینگ (انگلیسی: Norah Baring؛ ۲۶ نوامبر ۱۹۰۵ – ۸ فوریهٔ ۱۹۸۵) یک هنرپیشه اهل انگلستان بود. وی بین سال‌های ۱۹۲۸ تا ۱۹۳۴ میلادی فعالیت می‌کرد.

## بخشی از فیلمشناسی
از فیلم‌ها یا برنامه‌های تلویزیونی که وی در آن نقش داشته‌است می‌توان به آثار زیر اشاره کرد.
- زیرزمین (فیلم ۱۹۲۸) (1928)
- خانه‌ای ییلاقی در دارتمور (1929)
- قتل! (1930)